# C-34 (Licenciado Benito Juárez García)
C-34 (Licenciado Benito Juárez García) es una localidad del municipio de Huimanguillo ubicado en la subregión de la Chontalpa del estado mexicano de Tabasco.

## Geografía
La localidad de C-34 (Licenciado Benito Juárez García) se sitúa en las coordenadas geográficas 17°58′20″N 93°36′09″O / 17.972222, -93.602500, a una elevación de 9 metros sobre el nivel del mar.

## Demografía
Según el Conteo de Población y Vivienda 2020, efectuado por el Instituto Nacional de Estadística y Geografía, la localidad de C-34 (Licenciado Benito Juárez García) tiene 3,432 habitantes, de los cuales 1,703 son del sexo masculino y 1,729 del sexo femenino. Su tasa de fecundidad es de 2.68 hijos por mujer y tiene 835 viviendas particulares habitadas.
| Gráfica de evolución demográfica de C-34 (Licenciado Benito Juárez García) entre 1980 y 2020 |
|                                                                                              |
| INEGI.                                                                                       |